# Uriel von Gemmingen (1644–1707)
Uriel von Gemmingen (* 25. März 1644 auf Burg Hornberg; † 31. Mai 1707) war württemberg-neuenstädtischer Hofmeister, Direktor des Ritterkantons Kraichgau und Grundherr in Hochberg und Rappenau.

## Leben
Er war ein Sohn des Weiprecht von Gemmingen (1608–1680) und der Anna Benedicta von Gemmingen-Fürfeld († 1647). Uriel von Gemmingen erhielt seine Ausbildung am Pädagogium in Stuttgart, wo er insbesondere Latein und Griechisch lernte. Nach philosophischen und rechtswissenschaftlichen Studien in Tübingen, wo auch drei seiner Brüder studierten, führte ihn die Kavalierstour an verschiedene deutsche Höfe. Er widmete sich der Musik und komponierte geistliche und weltliche Stücke. Gesundheitliche Gründe hielten ihn von einer militärischen Laufbahn fern. Ab 1671 war er Ritterrat im Ritterkanton Kraichgau. Von 1674 bis 1678 war er Hofmeister bei Herzog Friedrich von Württemberg-Neuenstadt. Ab 1680 verwaltete er mit seinen Brüdern Erpho (1641–1688), Weiprecht (1642–1702) und Reinhard (1645–1707) gemeinschaftlich das väterliche Erbe. 1681 heiratete er Ursula Esther Nothafftin von Hochberg und kam dadurch in den Besitz der Herrschaft Hochberg (heute Stadtteil von Remseck am Neckar). 1684 wurde er Direktor des Ritterkantons Kraichgau. 1688 teilte er mit den Brüdern das väterliche Erbe und erhielt dabei Rappenau, wo er für die Kirche, den Vorgängerbau der heutigen Evangelischen Stadtkirche, 1698 zwei neue Bronzeglocken stiftete. 1707 erlitt er einen Schlaganfall beim Konvent des schwäbischen Ritterkreises in Esslingen, wohin ihn seine schwangere Frau Ursula begleitete. Wegen eines Franzoseneinfalls kehrte er nicht auf seine Güter zurück, sondern floh nach Hohenlohe, wo er zwischen Sulzbach und Schwäbisch Hall an den Folgen des Schlaganfalls verstarb. 

## Familie
Er war verheiratet mit Esther Nothafftin von Hochberg († 1734), die ebenfalls in Hochberg begraben liegt. Das erst nach Uriels Tod geborene letzte Kind erhielt den Namen des Vaters. Zum Erben wurde der Sohn Karl Ludwig von Gemmingen (1700–1752), der seine Brüder überlebte.
Nachkommen:
- Eleonore Benedikta (1683–1717) ⚭ Eberhard von Gemmingen (1674–1741)
- Hans Adam (1689–1739), württembergischer Geheimrat und Kammerpräsident
- Charlotte Sophie (1695–1743) ⚭ Friedrich von Kniestädt
- Clara Augusta (1697–1729) ⚭ Heinrich von Röder
- Karl Ludwig (1700–1752) ⚭ Maria Charlotte Ernestine Schenk von Schmidburg
- Uriel (1707–1738), württembergischer Hauptmann